# 鶴田卓彦
鶴田 卓彦（つるた たくひこ、1927年9月1日 - 2020年3月13日）は、日本の新聞経営者。日本経済新聞社社長、横綱審議委員会12代委員長。茨城県水戸市出身。

## 人物・来歴
茨城県水戸市生まれ。旧制茨城中学校（現、私立茨城中学校・高等学校）を経て早稲田大学第一政治経済学部卒業後、日本経済新聞社入社。経済部長等を経て、1977年取締役選任。1993年社長に就任する。在任中は48ページ一連印刷体制の整備やカラー設備の増強で新聞増に貢献したほか、BSジャパン（現BSテレビ東京）の設立で衛星放送に参入し、日経グループを総合メディアとして発展させる。
2003年3月に会長に退くが、子会社の架空取引疑惑などが発覚し、5月に相談役に退いた。ほかに横綱審議委員会の委員長を務め、相撲界改革にも取り組んだ。2020年3月13日、心不全のため死去。92歳没。

## 社長、会長および相談役への就任・辞任を巡る経緯
2003年1月、東京本社ベンチャー市場部長（当時）の大塚将司が株主提案権を行使し、当時社長であった鶴田の取締役解任動議を提出した。提案理由は、同社の100％子会社「ティー・シー・ワークス」による融通手形操作により日本経済新聞社が約100億円の損害を被ったことについての経営責任と、赤坂のクラブに足繁く通い、その支払いに会社の接待費を充てた事実であった。鶴田は大塚を名誉毀損で刑事告発し、日本経済新聞社は大塚を懲戒解雇したが、同時に鶴田は会長、さらには相談役へと退いた。ただし月刊『創』編集長の篠田博之によると、後任の社長は鶴田の子飼いで、鶴田はその後も「隠然たる力を社内で発揮し」続けたとされる。
翌2004年、大塚に続き同社経済部次長（当時）の土屋直也が内部告発（『文藝春秋』2004年4月特別号に『日経「鶴田法皇」への引退勧告』と題した文を発表）を行った。土屋は大塚が前年に行った株主提案権行使を「会社を想うゆえの行動であり、正統な権利を行使した『大塚提案』には義がある」と擁護し、自らも2004年3月末に開催予定の株主総会で相談役制度の廃止を社員株主として提案する予定であると発表した。
土屋は鶴田が相談役となった後も影響力を保ち、相談役に退いたにもかかわらず会長用の執務室を引き続き使用し、高級車を乗り回し、局長級の幹部を秘書とするなど会長級の待遇を受け続けており、外部から「日経は金融界には厳しくリストラを求めているのに相談役制度も廃止できないのか」と指摘されるなど「社内の雰囲気が沈滞している」ことを指摘し、さらに鶴田に会長退任を強く働きかけた同社専務（当時）の小島明に対し社長（当時）の杉田亮毅が退任を要求したことが「鶴田人事」と噂され、社内に「正論を言えば左遷される」、「もの言えば唇寒し」という萎縮が生じ、日本経済新聞社が「社内での議論を通じて健全な紙面を作っていかなければならない報道機関にあってはならない状態」に陥っていると訴えた。
2004年3月5日、鶴田は「昨年5月の会長退任後も私が院政を敷いているような印象を持たれているとすれば事実に反します」とコメントしつつ、相談役辞任を表明した。

## 裁判
- 2001年3月、『日本経済新聞』記者の渡邉正裕（現MyNewsJapan代表取締役）が、懲戒処分無効を求め東京地方裁判所で日本経済新聞社と鶴田を提訴。
- 日経の大塚将司ベンチャー市場部長（当時）が、日本経済新聞社100％出資の工事会社「ティー・シー・ワークス(TCW)」の架空の受注実績による数十億円の手形乱発で巨額の使途不明金があることに言及し、管理監督責任があると株主総会などで告発した。2004年12月20日、東京地裁で和解成立。
- 2004年10月、鶴田と日経の島田昌幸常務（当時、現・テレビ東京ホールディングス相談役）が、高杉良の小説「乱気流」について「事実無根の内容で名誉を毀損した」として、講談社と高杉に出版差止や謝罪広告などを求めて東京地裁に提訴。2007年4月11日、東京地裁は名誉毀損を認め、470万円の支払を命じた。

## 横綱審議委員会・12代委員長としての言動など
- 2010年2月4日、同年1月場所中だった7日目（1月16日）未明、第68代横綱・朝青龍が泥酔状態で暴れ出し、その後一般人を殴り怪我をさせたとの報道を受け、横綱審議委員の委員長として横綱・朝青龍に対し、史上初となる「引退勧告書」を日本相撲協会に提出[12]。結局朝青龍は、この暴行事件を含めた過去数々のトラブル発生に責任を取る形で、同日午後に現役引退を表明する羽目となった。
- 2010年5月24日、横綱審議委員会後の記者会見で、野球賭博に客として関わり脅迫された、と週刊新潮に報じられ、警視庁から任意で事情聴取を受けた大関・琴光喜について、一般的な見解との前置きはしたものの「警察の偉い人に聞いたが（賭博の）客は罪が軽い。（琴光喜が仮に立件されても）せいぜい罰金だろう。胴元（の罪）が重い。（賭博が）事実とすればよくないが、それよりも1億円を要求されたことが問題だ」などと、力士が賭博に客として参加すること自体に寛容とも受け取られかねない発言をした[13]。
- 2010年6月12日、大関・把瑠都の昇進祝賀会において、力士の野球賭博スキャンダルが直近で起きたにもかかわらず「把瑠都と琴欧洲のどちらが先に横綱になるかは賭けの対象」と発言した。その後すかさず「賭けごとは禁じ手。野球賭博はいけません」と自分でバツの悪そうなフォローをした[14]。
- 2010年8月25日、横綱審議委員会後の記者会見で、7月の名古屋場所でNHKが生中継を中止したことを「判断ミス」と改めて批判し、「絶対にやるべきだ。多くの力士が一生懸命相撲を取っている」と、秋場所（9月12日初日、東京・両国国技館）での中継再開を求めた。その後、NHKの福地会長は横綱審議委員を「多忙」を理由に辞任した[15]。
- 2012年5月場所千秋楽に大関でありながら優勝を左右する一番を休場したことで批判を浴びていた琴欧洲に関して、「ケガで休場したからとがめられない」と擁護した一方で「6大関もいるんだから最低10勝はしないと、（番付を）落とすシステムをつくればいい」と当時の大関陣の不振を見かねて過激な提案を口にした[16]。

## モデル小説
高杉良の著作である『乱気流―小説・巨大経済新聞』（上・下）は、鶴田を亀田光治郎としたモデル小説である。

## 略歴
- 1952年 - 早稲田大学第一政治経済学部卒、日本経済新聞社入社。
- 東京本社の経済解説部長、経済部長を歴任。
- 1972年 - 東京本社編集局次長。
- 1988年 - 副社長。
- 1993年 - 社長。
- 2003年3月 - 会長に就任。横綱審議委員就任。
- 2003年5月 - 会長を辞任、相談役に就任。
- 2004年3月 - 相談役辞任。
- 2009年1月 - 横綱審議委員長に就任（第12代目、2013年1月に退任）。
- 2010年4月29日 - 旭日大綬章[17]。
- 2020年3月13日 - 死去[2]。92歳没。